# Valmir Salaro
Valmir Salaro (nascido em São Paulo, em 16 de novembro de 1953) é um jornalista e repórter brasileiro. Trabalhou na Rede Globo a partir de 1992. Como repórter especial do Fantástico, notabilizou-se por matérias investigativas e crimes de grande repercussão.

## Educação
Formado na Faculdade Cásper Líbero em 1978, Salaro começou como jornalista esportivo, estagiou no Jornal da Gazeta. Tornou-se repórter policial, em 1978, no Diário do Grande ABC, uma experiência que o direcionaria, definitivamente, para sua vocação. Na redação, convivia com grandes nomes do jornalismo do Brasil, entre eles o escritor e roteirista José Louzeiro. Também teve uma longa passagem na Rádio Jovem Pan.

## Carreira
Em 1982, com a reportagem A Rota entre o Bem e o Mal no jornal Folha de S. Paulo, Valmir, junto com o jornalista Dácio Nitrini, ganharam o Prêmio Vladimir Herzog de Jornalismo.
Em 1994, foi o primeiro a cobrir o polêmico Caso Escola Base em que seis pessoas foram acusadas injustamente de pedofilia.
Em 2022, foi protagonista do documentário Escola Base – Um repórter enfrenta o passado que revisita o famoso caso de 1994. O documentário foi elogiado pelo mea-culpa que o repórter fez 27 anos após o acontecido.

## Nomeações
| Ano  | Trabalho nomeado | Prêmio                 | Resultado |
| ---- | ---------------- | ---------------------- | --------- |
| 1982 | "Fantástico"     | Prêmio Vladimir Herzog | Venceu    |